# Auntie Mame
Az Auntie Mame 1958-as amerikai romantikus filmvígjáték-dráma Morton DaCosta rendezésében. A forgatókönyv Patrick Dennis azonos című 1955-ös regénye, illetve a szintén azonos című, 1956-ban bemutatott színdarab alapján készült. A főszerepben Rosalind Russell, Forrest Tucker, Coral Browne és Roger Smith látható. 
A filmet hat Oscar- és négy Golden Globe-díjra jelölték, utóbbiból kettőt megnyert – legjobb filmmusical vagy vígjáték és legjobb női főszereplő (Russell). Jelölték továbbá a legjobb külföldi színésznőnek járó BAFTA-díjra és Grammy-jelölést is kapott a legjobb album kategóriában.

## Cselekmény
Amikor Patrick édesapja váratlanul meghal, a kisfiú a nagynénjéhez, Mame-hez kerül. Mame egy igazi csodabogár, aki gyakran lát vendégül különcöket. Patrick örökségét a fiú nagykorúvá válásáig Babcock kezeli, aki rossz szemmel nézi Mame életvitelét. Mikor Mame beíratja Patricket egy barátja által igazgatott iskolába (ahol pucéron is tanítanak), Babcock elveszíti a türelmét, és bentlakásos iskolába viszi Patricket, ahonnan Mame csak iskolai szünetekben láthatja a fiút viszont. 
A gazdasági válságot követően Mame részvényei értéküket vesztik, ezért kénytelen kétkezi munkával megkeresni a kenyerét. Szertelensége miatt gyorsan kerül egyik munkahelyről a másikra, amíg nem találkozik Beauregard-ral, akinek azonnal megtetszik a nő. Beau olajmágnás és hamarosan feleségül veszi Mame-et, majd bejárják a világot. Patrick levelezéssel tartja a kapcsolatot nagynénjével, és Mame érzi, hogy távolléte alatt az unokaöccséből konzervatívot készülnek nevelni. Mikor férje váratlanul lezuhan hegymászás közben, és Mame megözvegyül, hazatér. Az immár felnőtt Patrick meglepi őt egy titkárnővel, Agnesszel és a barátokkal közösen ráveszik Mame-et egy életrajzi regény megírására. A regény papírra vetését O'Bannionra bízzák, akit mint később kiderül, csak Mame vagyona érdekel.  
Patrick be akarja mutatni barátnőjét, Gloriát, de kéri Mame-et, hogy viselkedjen felnőtt emberhez méltóan. Mame megsértődik, de mikor Patrick feldúltan távozni akar, Mame végül megígéri, hogy felelősségteljes lesz. Eközben O'Bannion próbálja megkörnyékezni Mame-et, aki elhiteti a férfival, hogy a titkárnője, Agnes, valójában nagy vagyon örököse. O'Bannion elviszi magával Agnest egy partira, ahonnan Agnes teljesen szétesve tér vissza, nem emlékezve semmire, csak egy álmot tud előcsalni, amiben egy esküvőt látott.
Patrick barátnője, Gloria egy gazdag ember felfuvalkodott lánya, akinek a szülei antiszemiták. Mame meghívja a családot vacsorára, és zűrzavart kelt. Különc barátai mind sorra meglátogatják Mame-et, Gloria pedig fokozatosan veszti el a türelmét. A partira hivatalos még Babcock és Pegeen is, Mame új titkárnője, aki a már várandós Agnest váltotta le. Mikor felolvassák Mame életrajzi regényét, Gloriának ez az utolsó csepp a pohárban, és sértegetni kezdi Mame barátait. Patrick azonban megvédi őket, és Gloria barátait alacsonyítja le. Babcock és Gloriáék elviharzanak.
Évekkel később Pegeen és Patrick már házasok, egyke fiuk, Michael, Mame-mel akar utazni Indiába. A szülők ellenvetései ellenére Michael és Mame képzeletben már be is járja már Indiát.

## Szereplők
| Színész          | Szerep                              |
| ---------------- | ----------------------------------- |
| Rosalind Russell | Mame Dennis                         |
| Forrest Tucker   | Beauregard Jackson Pickett Burnside |
| Coral Browne     | Vera Charles                        |
| Fred Clark       | Dwight Babcock                      |
| Roger Smith      | Patrick Dennis (felnőtt)            |
| Patrick Knowles  | Lindsay Woolsey                     |
| Peggy Cass       | Agnes Gooch                         |
| Jan Handzlik     | Patrick Dennis (fiatalon)           |
| Joanna Barnes    | Gloria Upson                        |
| Pippa Scott      | Pegeen Ryan                         |
| Lee Patrick      | Doris Upson                         |
| Willard Waterman | Claude Upson                        |

## Fontosabb díjak és jelölések
| Díj              | Kategória                                          | Jelölt                             | Eredmény |
| ---------------- | -------------------------------------------------- | ---------------------------------- | -------- |
| BAFTA-díj        | legjobb külföldi színésznő                         | Rosalind Russell                   | Jelölve  |
| Golden Globe-díj | legjobb filmmusical vagy vígjáték                  | legjobb filmmusical vagy vígjáték  | Elnyerte |
| Golden Globe-díj | legjobb női főszereplő (filmmusical vagy vígjáték) | Rosalind Russell                   | Elnyerte |
| Golden Globe-díj | legjobb női mellékszereplő                         | Peggy Cass                         | Jelölve  |
| Golden Globe-díj | az év színésznő felfedezettje                      | Joanna Barnes                      | Jelölve  |
| Grammy-díj       | legjobb filmzenei album                            | Ray Heindorf                       | Jelölve  |
| Oscar-díj        | legjobb film                                       | legjobb film                       | Jelölve  |
| Oscar-díj        | legjobb női főszereplő                             | Rosalind Russell                   | Jelölve  |
| Oscar-díj        | legjobb női mellékszereplő                         | Peggy Cass                         | Jelölve  |
| Oscar-díj        | legjobb látványterv                                | Malcolm Bert, George James Hopkins | Jelölve  |
| Oscar-díj        | legjobb operatőr (színes film)                     | Harry Stradling                    | Jelölve  |
| Oscar-díj        | legjobb vágás                                      | William Ziegler                    | Jelölve  |